# Rimokayu
Rimokayu is een bestuurslaag in het regentschap Karo van de provincie Noord-Sumatra, Indonesië. Rimokayu telt 642 inwoners (volkstelling 2010).